# Stefan Makowiecki

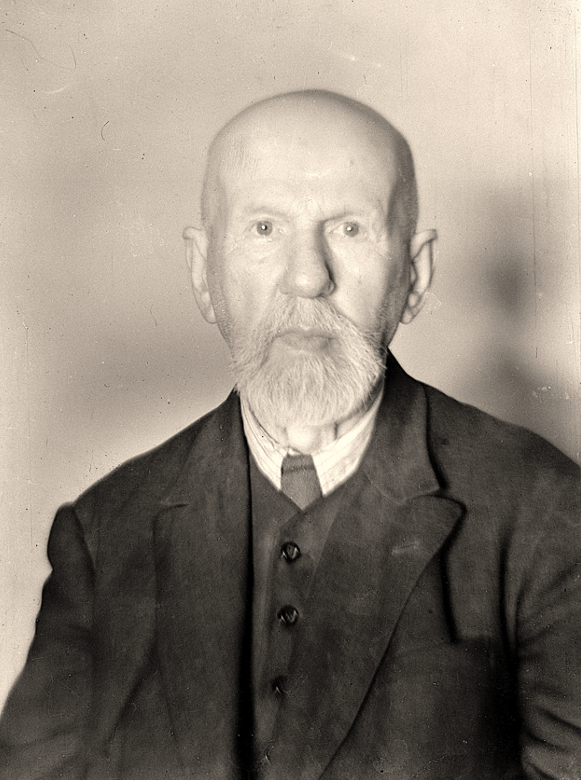
Stefan Leon Makowiecki

Stefan Leon Makowiecki (ur. 23 kwietnia 1860 w Michałówce na Podolu, zm. 19 czerwca 1949 w Warszawie) – polski hodowca roślin, autor publikacji z dziedziny botaniki, ogrodnictwa i hodowli roślin. Członek założyciel Polskiego Towarzystwa Dendrologicznego. Był redaktorem wydawanego we Lwowie od 1922 „Przeglądu Ogrodniczego”.

## Życiorys
Urodził się w rodzinnej Michałówce koło Kamieńca Podolskiego w powiecie uszyckim. Ukończył szkołę średnią w Warszawie i tam studiował na Uniwersytecie na Wydziale Przyrodniczym. W roku 1881 odziedziczył po ojcu majątek w Michałówce, o powierzchni łącznie 1741 ha (6967 mórg), w tym 742 ha ziemi ornej, 34 ha łąk uprawnych (sianożęci), 750 ha lasu (w którym koszono siano), 100 ha pod sadybami, 100 ha ogrodów, 100 ha nieużytków i 15 ha terenów cerkiewnych.
W latach 1890–1899 kierował ogrodami w Niemirowie i równocześnie w Michałówce koło Kamieńca Podolskiego rozbudował zakład ogrodniczo-handlowy.
W roku 1900 utworzył nowoczesny zakład ogrodniczo-handlowy w Michałówce, specjalizujący się w roślinach ozdobnych i produkcji nasion, działający do roku 1917.
W latach 1922–1926 był Redaktorem Naczelnym Przeglądu Ogrodniczego, a redaktorem tamże pozostał do końca 1929 r. Był wówczas również dyrektorem kursów ogrodniczych we Lwowie.
Od 1920 do 1926 zarządzał nowo założonym Zakładem Ogrodniczym w Beńkowej Wiszni, majątku uprzednio należącego do Aleksandra Fredry, który wdowa po pisarzu i poecie w 1919 roku sprzedała Towarzystwu Gospodarskiemu Wschodniej Małopolski (od 1928 Małopolskie Towarzystwo Rolnicze). Utworzono tam Zakład Ogrodniczy zwany Fredrowem, gdzie Makowiecki prowadził szkółkę roślin, która była jedną z największych w Galicji.
W latach od 1926 do końca sezonu w 1932 pracował w Niesłuchowie koło Lwowa, w majątku hr. Dzieduszyckich, skąd w tym samym roku przeniósł się do Rozwadowa-Charzewic, gdzie pracował do 1937 roku, kiedy przeszedł na emeryturę i zamieszkał w Morach pod Warszawą.
Za zasługi dla w dziedzinie hodowli roślin i ogrodnictwa odznaczony został Orderem Polonia Restituta i czeskim Orderem Białego Lwa.

## Życie prywatne
Rodzicami jego byli Mikołaj Ksawery Makowiecki herbu Pomian (1820–1862) z Proskirowa, marszałek szlachty i Amelia Głowacka (1824–1914) herbu Prus (urodzona w Laszkach koło Baworowa), ślub w 1846 w Baworowie koło Lwowa.
W 1882 roku ożenił się z Wandą Felicytą Dorotą Mniszek herbu Poraj, z którą miał dwoje dzieci: syna Jana zmarłego w dzieciństwie i córkę Zofię. Po śmierci Wandy Mniszek, ożenił się z Jadwigą Sosnowską, z którą miał troje dzieci: Jan Makowiecki, Stanisław Makowiecki oż. Zofia Łada-Łobarzewska, i Maryla Makowiecka zam. Wacław Mniszek herbu Poraj.
Zmarł w Morach koło Warszawy, pochowany na Powązkach.

## Wybrane publikacje
1. Spisok rastienji Podolskoj guberni dikorastushich i nekotoryh odicalych: Flora Podolica. 1913.
2. Kwiaty ogrodowe. Wydawnictwo Połoniecki, 1927, stron 487[4].
3. Walka z chwastami w ogrodzie. Warszawa, Stowarzyszenie Pracowników Księgarskich, 1935, stron 52[5].
4. Słownik botaniczny łacińsko-małoruski. Prace Komisji Językowej, tom 24, Polska Akademia Umiejętności Komisja Językowa, Kraków, 1936, stron 408[6].
5. Byliny bukietowe. Dodatek do dwutygodnika „Ogrodnik”, 1936[7].
6. Drzewa i krzewy ozdobne: przydatne do hodowli w klimacie Polski. Księgarnia Polska Bernard Połoniecki, 1937, stron 435[8][9][10][11][12].
7. Spis roślin południowo-zachodniej części Podola Zazbruczańskiego. Polska Akademia Umiejętności, 1938, stron 326.
8. Kwiaty w mieszkaniu. Wydawnictwo „Hasła Ogrodniczo-Rolniczego”, Tarnów 1948, stron 244[13].